# Henri Saffer
Henri Saffer, född 8 mars 1955 i Malmö i Sverige, är en svensk musiker, låtskrivare och företagare.

## Biografi
Saffer började som gitarrist i dansbandet The Chinox 1972. 1981-1982 spelade han i rockbandet Änglabarn. Efter splittringen 1983 fortsatte han i gruppen Perikles, som växlar mellan att spela dansbandsmusik och rockmusik. 
1984 började han i det svenska dansbandet Wizex, där han spelade gitarr och saxofon. Under åren i Wizex blev Saffer, tillsammans med Danne Stråhed, de tongivande i bandet. De skrev tillsammans 20 låtar varav 12 stycken spelades in med Wizex. 
1994 slutade han i Wizex och började läsa företagsekonomi. Han gjorde dock 1997 comeback i gruppen, som ersättare för Danne Stråhed som slutade i december 1996. Saffer fortsatte i Wizex fram till december 1999. 
Saffer var tidigare VD för ett företag inom Facility Services BlueBerry AB i Malmö. Han jobbar numera som affärsutvecklingschef för företaget Förenade Service AB. Från och med september 2008 är han anställd som VD för Kranexpressen, ett företag inom kranuthyrning med depåer runt om i landet. Från och med december 2009 är Saffer delägare och VD i Nordic Wind Solutions AB , ett företag inom vindkraftsindustrin.